# Raue Spree
Raue Spree je záznam koncertu od německé kapely In Extremo.

## Seznam skladeb
1. „Raue See“ - 5:12
2. „Horizont“ - 3:46
3. „Vänner och Vrände“ - 4:05
4. „Küss Mich“ - 4:00
5. „Ave Maria“ - 5:27
6. „Omnia Sol Temperat“ - 4:32
7. „Wessebronner Gebet“ - 6:10
8. „Mein rasend Herz“ - 4:24
9. „Wind“ - 4:42
10. „Singapur“ - 3:52
11. „Liam“ - 3:49
12. „Nur Ihr Allein“ - 4:40
13. „Vollmond“ - 5:16
14. „Poc Vocem“ - 5:18
15. „Spielmann“ - 4:21
16. „Erdbeertmund“ - 4:40
17. „Villeman og Magnhild“ - 5:20